# Theridiosoma
Genre
Synonymes
- Microepeira Emerton, 1884
- Actis McCook, 1889
- Theridilella Chamberlin & Ivie, 1936

Theridiosoma est un genre d'araignées aranéomorphes de la famille des Theridiosomatidae.

## Distribution
Les espèces de ce genre se rencontrent en Amérique, en Asie, en Afrique, en Océanie et en Europe.

## Liste des espèces
Selon World Spider Catalog (version 25.0, 31/03/2024) :
- Theridiosoma alboannulatum Suzuki, Serita & Hiramatsu, 2020
- Theridiosoma ankas Dupérré & Tapia, 2017
- Theridiosoma argenteolunulatum Simon, 1897
- Theridiosoma blaisei Simon, 1903
- Theridiosoma caaguara Rodrigues & Ott, 2006
- Theridiosoma chiripa Rodrigues & Ott, 2005
- Theridiosoma circuloargenteum Wunderlich, 1976
- Theridiosoma concolor Keyserling, 1884
- Theridiosoma davisi Archer, 1953
- Theridiosoma dissimulatum Suzuki, Serita & Hiramatsu, 2020
- Theridiosoma diwang Miller, Griswold & Yin, 2009
- Theridiosoma epeiroides Bösenberg & Strand, 1906
- Theridiosoma esmeraldas Dupérré & Tapia, 2017
- Theridiosoma fasciatum Workman, 1896
- Theridiosoma fulvum Suzuki, Serita & Hiramatsu, 2020
- Theridiosoma gemmosum (L. Koch, 1877)
- Theridiosoma genevensium (Brignoli, 1972)
- Theridiosoma goodnightorum Archer, 1953
- Theridiosoma kikuyu Brignoli, 1979
- Theridiosoma kullki Dupérré & Tapia, 2017
- Theridiosoma latebricola Locket, 1968
- Theridiosoma lopdelli Marples, 1955
- Theridiosoma lucidum Simon, 1897
- Theridiosoma nebulosum Simon, 1901
- Theridiosoma nechodomae Petrunkevitch, 1930
- Theridiosoma nigrivirgatum Suzuki, Hiramatsu & Tatsuta, 2022
- Theridiosoma obscurum (Keyserling, 1886)
- Theridiosoma paludicola Suzuki, Serita & Hiramatsu, 2020
- Theridiosoma picteti Simon, 1893
- Theridiosoma plumarium Zhao & Li, 2012
- Theridiosoma sacha Dupérré & Tapia, 2017
- Theridiosoma sancristobalense Baert, 2014
- Theridiosoma savannum Chamberlin & Ivie, 1944
- Theridiosoma shuangbi Miller, Griswold & Yin, 2009
- Theridiosoma triumphale Zhao & Li, 2012
- Theridiosoma vimineum Zhao & Li, 2012

Selon World Spider Catalog (version 23.5, 2023) :
- † Theridiosoma incompletum Wunderlich, 1988

## Systématique et taxinomie
Ce genre a été décrit par O. Pickard-Cambridge en 1879 dans les Theridiidae. Il est placé dans les Theridiosomatidae par Levi et Levi en 1962
Theridilella a été placé en synonymie par Levi et Levi en 1962.

## Publication originale
- O. Pickard-Cambridge, 1879 : « On some new and rare British spiders, with characters of a new genus. » Annals and Magazine of Natural History, sér. 5, vol. 4, p. 190-215 (texte intégral).